# Emmakette
Die Emmakette (niederl. Emmaketen) ist eine rund 28 Kilometer lange, von Süd nach Nord verlaufende Bergkette im Distrikt Sipaliwini in Suriname. Die Emmakette liegt nördlich des Tafelberges, mit dem sie starke geologische Übereinstimmungen besitzt. Von Süd nach Nord nimmt die Höhe leicht zu. Der südliche Teil des Gebirgszuges besitzt eine Breite von etwa 1,5 Kilometern mit Höhen bis 750 Metern. Der nördliche Teil schwankt in seiner Breite zwischen drei und fünf Kilometern mit Höhen, die nach Norden hin ansteigen mit den Bergen: IJzermantop (815 m), Gonggryptop (940 m), Staheltop (915 m) und dem Hendriktop (1030 m). 

## Vegetation
Die Vegetation besteht aus Wald, der in etwa 900 Metern Höhe in Bergregenwald übergeht. Örtlich kommen Savannenvegetation und Sumpfwälder vor. Die echte Savannenvegetation wie auf dem Tafelberg fehlt jedoch.

## Erforschung
Die Umgebung des Hendriktop wurde 1902 durch van Stockum und 1922 durch Stahel und Gonggryp erforscht. Eine ausgiebigere Erforschung der Emmakette – besonders im nördlichen und mittleren Abschnitt – erfolgte 1959 durch die sog. Emmaketten-Expedition.

## Namensgebung
Die Gebirgskette ist nach Emma zu Waldeck und Pyrmont, Königin-Witwe der Niederlande und Großherzogin von Luxemburg benannt.